# Курион
Курион је антички град на Кипру. Постојао је до почетка средњег века. Налази се недалеко од Лимасола на путу према Пафосу.

## Историја
Курион су основали Грци из подручја Аргоса. Њихов владар Стесенор издао је земљу током рата са Персијанцима. Близу града налази се рт, одакле су у море као жртве бацани они, који су се усудили да дотакну Аполонов олтар. Град је прошао различите фазе од хеленистичког, римског до хришћанског периода. Град је имао велики трг. Велика јавна купатила имала су хладну и топлу воду. Град је имао велики амфитеатар са 2.000 места за седење. Углавном су се ту одигравале гладијаторске игре, па је у граду било и место за увежбавање гладијатора. У граду су нађени предивни мозаици.
Три километра од града је Аполоново светилиште. На истом месту је било светилиште за бога шума старо 8.000 година. Између Куриона и Аполоновог светилишта је стадион дуг 400 метара, који је имао места за 7.000 гледалаца. Град је уништен у 7. веку у серији од 5 јаких земљотреса током 80 година.

## Рушевине
Рушевине Куриона близу града Епископија налазе се на једном од најплоднијих делова Кипра. Ту се налазе
- јавна купатила
- кућа гладијатора
- некрополис
- грчко-римски театар, који се данас користи за извођење музике и драме
- Нимфаеум
- Кућа Ахилес

Многе уметнине је у 19. веку одатле покупио амбасадор САД на Кипру. део њих се сада налази у Њујорку у Метрополитен музеју.
За време британске колонијалне управце на Кипру вршена су ископавања од 1893. до 1899. Многе уметнине су завршиле у Британском музеју. 